# Leptocera gobiensis
Leptocera gobiensis är en tvåvingeart som beskrevs av Papp 1974. Leptocera gobiensis ingår i släktet Leptocera och familjen hoppflugor. Inga underarter finns listade i Catalogue of Life.